# GDJ Zm 2 und 3
Die GDJ Zm 2 und 3 waren zwei schwedische Kleindiesellokomotiven. Die beiden Lokomotiven wurden von der Gesellschaft Gävle–Dala Järnvägar (GDJ) für den Einsatz auf Bahnhöfen an der Bahnstrecke Falun–Gävle gebaut.

## Geschichte
Wie viele andere Bahngesellschaften wollten Gävle–Dala Järnvägar in den 1930er Jahren die Kosten für den aufwändigen Rangierbetrieb mit Dampflokomotiven senken. Deshalb wurden bei AB Slipmaterial in Västervik zwei Rangiertraktoren in Auftrag gegeben, die 1933 mit den Fabriknummern 150 und 151 geliefert wurden und die Baureihennummern Zm 2 und Zm 3 erhielten.
Die beiden Lokomotiven waren nach dem Typenblatt Bjurström typ 12 gebaut und hatten breite Führerhäuser. Nr. 2 war mit einem Rohölmotor ausgerüstet.

## GDJ Zm 72 und 73
1945 erfolgte bei Gävle–Dala Järnvägar eine Änderung im Nummernplan. Dabei erhielt Zm 2 die neue Nummer Zm 72, die Zm 3 wurde zur Zm 73.

## SJ Z (II)
Als Gävle–Dala Järnvägar am 1. Juli 1947 im Rahmen der allgemeinen Eisenbahnverstaatlichung in Schweden vom Staat erworben wurde, wurde die GDJ als eigenständige Gesellschaft von Statens Järnvägar übernommen. Mit der endgültigen Integration am 1. Juli 1948 und Auflösung der GDJ wurden die beiden Lokomotiven in die Baureihe SJ Z (II) eingereiht. GDJ Zm 72 wurde Z (II) 237 und GDJ Zm 7 wurde zur Z (II) 238.

## SJ Z3 (VII)
Bei einer Neusortierung der Kleinlokomotiven in Schweden wurde  SJ Z 237 1959 zur Z3 237, bereits 1954 war  SJ Z 238 zur Z3 238 umgezeichnet worden.

## Verbleib
Nr. 237 wurde 1970 abgestellt und in Vislanda verschrottet. Nr. 238 war bis 1971 in Boden eingesetzt, wurde 1973 ausgemustert und 1978 in Notviken verschrottet.